# De Zilvermeeuw
De Zilvermeeuw is een poldermolen in de buurtschap Menkeweer ten noorden van het dorp Onderdendam in de provincie Groningen.
De molen werd in 1870 gebouwd en bemaalde met een tweede soortgelijke molen in Tinallinge de polder De Vereeniging. Tegenwoordig is alleen De Zilvermeeuw nog overgebleven nadat de andere molen, De Ruimte, in 1967 afbrandde. De molen is gerestaureerd en weer voorzien van het Systeem van Bussel met zelfzwichting en kan de polder weer op vrijwillige basis bemalen. De molen is thans eigendom van de Stichting De Groninger Poldermolens.